# Urthos e Buttudos
Sos Urthos e Buttudos sono due maschere che descrivono e rappresentano la tradizione carnevalesca e folkloristica di Fonni (comune sardo della provincia di Nuoro) e sono anche tra le più famose e ricercate durante il Carrasegare  in Barbagia.

## Storia

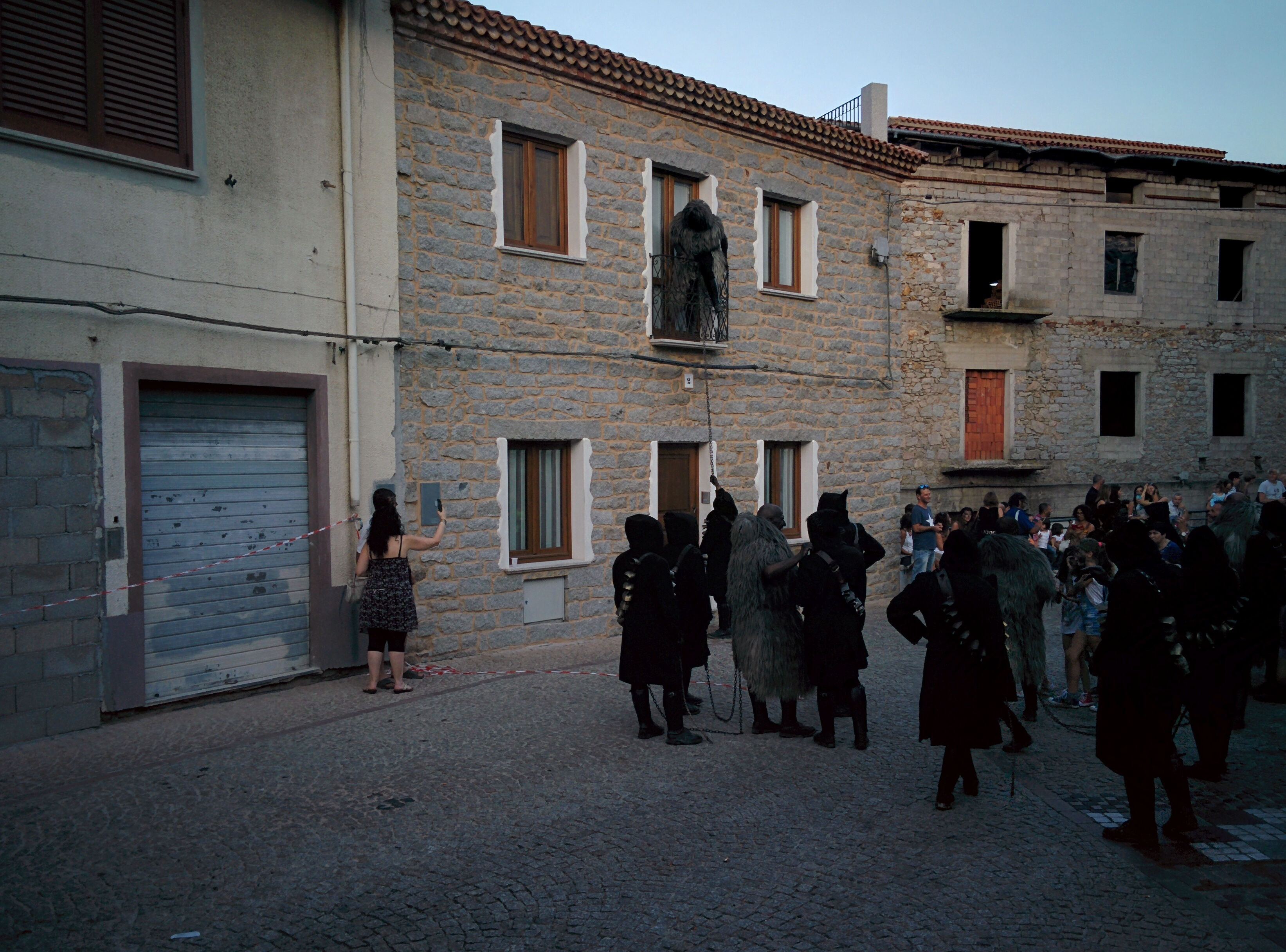
Le maschere durante la sfilata

Definite come "mascheras bruttas", S'Urthu e Su Buttudu sono due travestimenti che la Chiesa aveva vietato in quanto la prima maschera bestiale e la seconda, suo lugubre padrone e domatore, dal richiamo figurativo demoniaco. 
Vennero così descritti da Max Leopold Wagner: «Maschere cenciose e sudicie, dal vestito a sbrendoli, ricoperte di pelle, tinte di fuliggine, che l'ultima sera di carnevale cantano parodie carnevalesche e impauriscono i ragazzi e le ragazze».
Esistono testimonianze di tali maschere risalenti all'800, le quali affermano l'esistenza di ulteriori maschere come la figura de Su Ceomo e de Sas Mascheras Limpias.
Le maschere fanno la loro comparizione per la festa di Sant'Antonio, nel mese di gennaio, periodo nel quale inizia il carnevale sardo.
Grazie all'associazione culturale Urthos e Buttùdos, nata nel 1994, queste tradizioni antiche sono state riscoperte e valorizzate attraverso studi e ricerche.

## S'Urthu
S'Urthu raffigura, in base all'ipotesi più accreditata, il dio dei morti e delle tenebre: l'Orcus latino. Dolores Turchi infatti avvalora la sua tesi asserendo che Orco (traduzione letterale di Urtzu o Urthu) è un nome caratteristico in Sardegna, comunemente dato a molti siti archeologici pre-nuragici e nuragici: uno su tutti la tomba dei giganti Sa Domu'e s'Orcu di Siddi, ossia La casa dell'Orco in italiano.
Orcus era il dio degli Inferi nella prima mitologia romana. Come Ade per i Greci, era la personificazione dell'Inferno e dell'Orrore.
Tale divinità infera viene assimilata anche a Dioniso. Lo stesso Eraclito precisò che: «... la medesima cosa sono Ade e Dioniso, per cui impazzano e si sfrenano». Nei culti orfici il sacrificio di Dionisio/Zagreo rappresenta la morte della vegetazione in inverno e la sua rinascita in primavera e, come tale, viene smembrato dai Titani, per rinascere. In analogia, o in continuazione a tale ruolo, Sos Urthos fa parte di un rito ancestrale incentrato sul sacrificio alla divinità in cambio di fertilità e benessere. Si noti infatti come lo stesso termine utilizzato per indicare il carnevale Sardo, Carrasecare ("carre de secare") significhi "carne viva da lacerare" e cade tra mesi più corti dell'inverno e la ripresa vegetativa, quando era in uso presso innumerevoli popolazioni effettuare sacrifici propiziatori per il ritorno del sole e della fecondità della terra. Tale origine presuppone remoti culti idolatri ed agro-pastorali, che l'avvento del Cristianesimo trasformò, come tutto ciò che era pagano, in demoniaco; ciò nonostante, non potendo sradicare determinate pratiche, quest'ultime furono mascherate da ricorrenze cattoliche.
Sulla figura dell'Orcus nel carnevale barbaricino, si ha una testimonianza anche in La porta chusa, novella contenuta in Chiaroscuro, opera di Grazia Deledda:
(Grazia Deledda, Chiaroscuro, 1912)
La maschera è caratterizzata da un costume fatto in pelli di montone solitamente bianche e ha gli arti e il viso ricoperti di fuliggine. 
Questa maschera è inscenata solitamente da una persona possente, agile e forzuta capace di trascinare i buttodos ovunque voglia, che cerca di divincolarsi arrampicandosi a pali, balconi e terrazze.

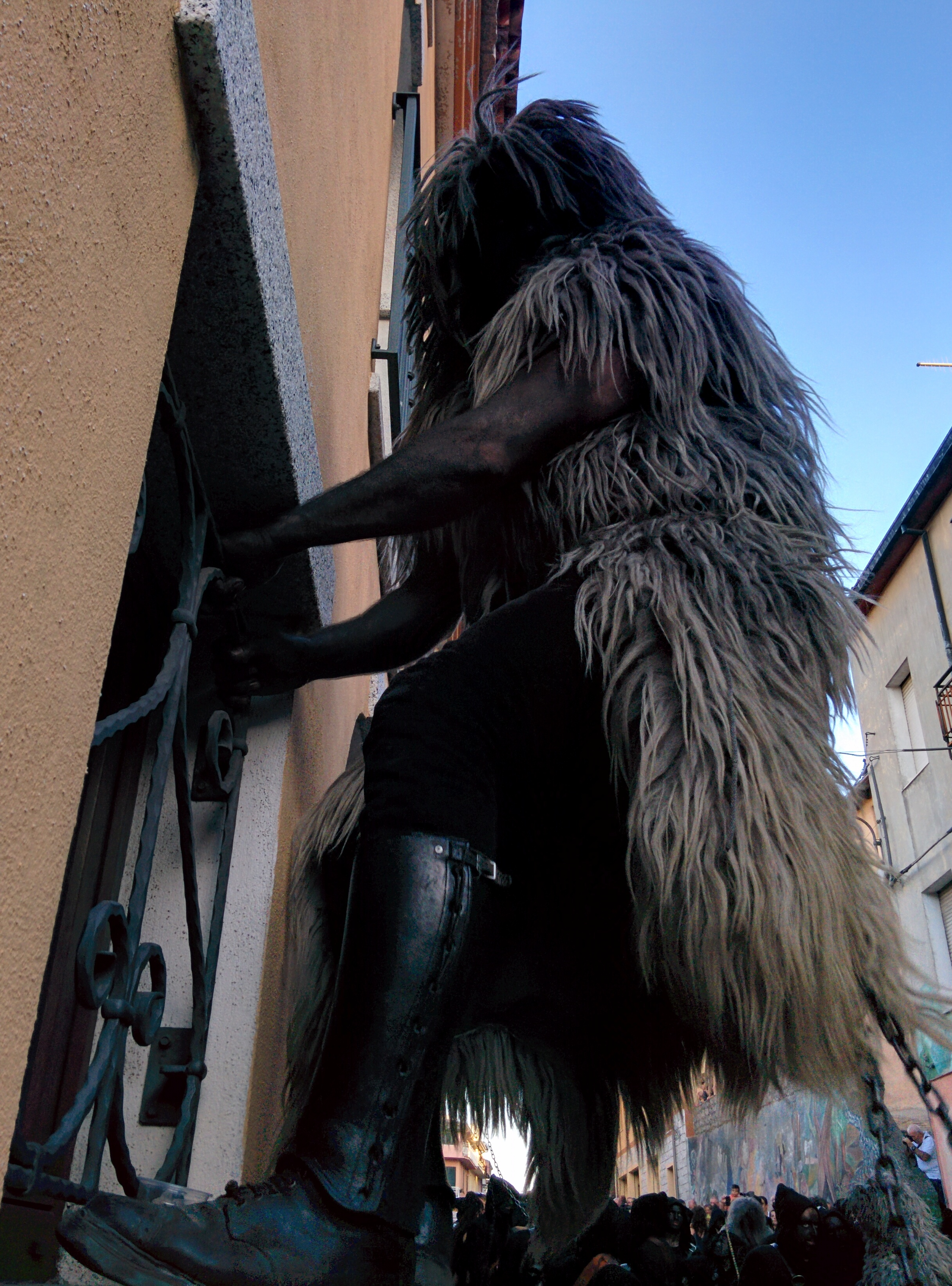
S'Urthu cerca di fuggire arrampicandosi su una ringhiera di una casa

## Sos Buttudos
Il nome Sos Buttudos deriva dal termine sardo bottùdo (ossia montone non castrato).
In quanto una delle mascheras bruttas o maschere sporche in contrapposizione a sas mascheras limpias, il vestito è caratterizzato da un cappotto in orbace, su cappotto, sopra di quest'ultimo una fascia di campanacci, pantaloni in velluto, gambali e scarpe di colore nero.
Vengono definiti come i guardiani dell'orso in quanto cercano di tenerlo al guinzaglio con catene e fruste (detta in sardo su nerviu).

## Le altre maschere

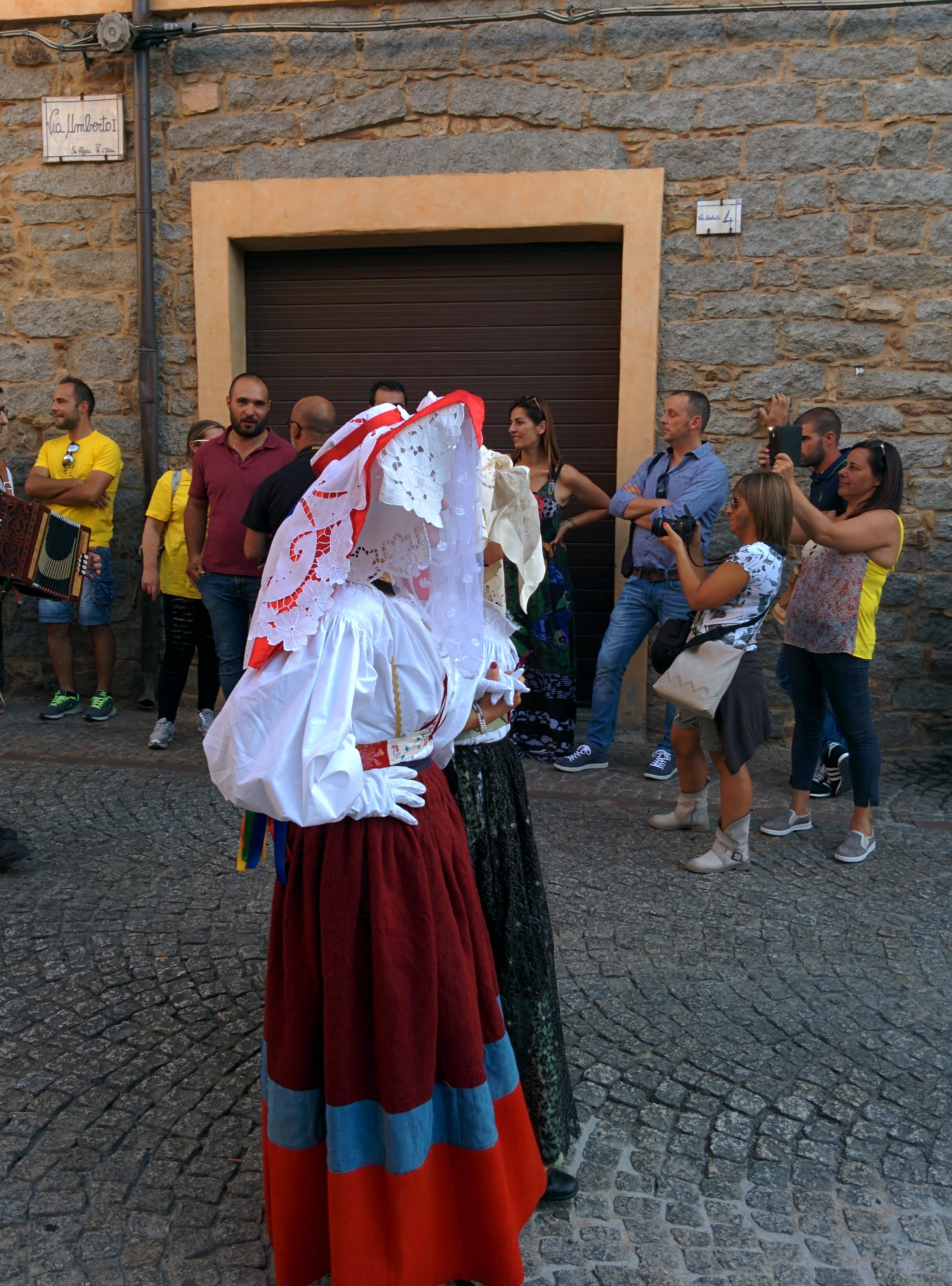
In dettaglio il costume caratteristico

Su Ceomo detto anche Narcisu, Ce homo o Ecce homo è un vero e proprio pupazzo carnevalesco realizzato generalmente con stracci e imbottito di paglia, il quale viene processato e condannato al rogo perché responsabile di ogni malefatta accaduta durante tutto l'anno sia nel comune di Fonni che nel circondario. Verrà accompagnato in braccio per le vie del paese da un gruppo di uomini travestiti con il classico abito da vedova, e indossando uno scialle e un fazzoletto sul capo e hanno il volto cosparso di fuliggine. Su Ceomo bruciando segnerà la fine del carnevale stesso.
Sas mascheras limpias, ossia le maschere pulite simboleggiano principalmente l'eleganza, l'amicizia e la pace. Il loro abito richiama la tradizione fonnese: composto da gonna e sottogonna di differenti colori in base all'estrazione sociale, portano una camicia bianca e sopra un corpetto per confondere le forme. Ma ciò che le rende caratteristiche è il cappello di paglia ornato da pizzi bianchi e nastri di vari colori, accompagnato un velo bianco che cala sul viso per camuffarlo maggiormente e guanti bianchi rigorosamente.
Durante il rogo de Su Ceomo si potranno sentire i loro Mutos o is battorinas, canti tradizionali.

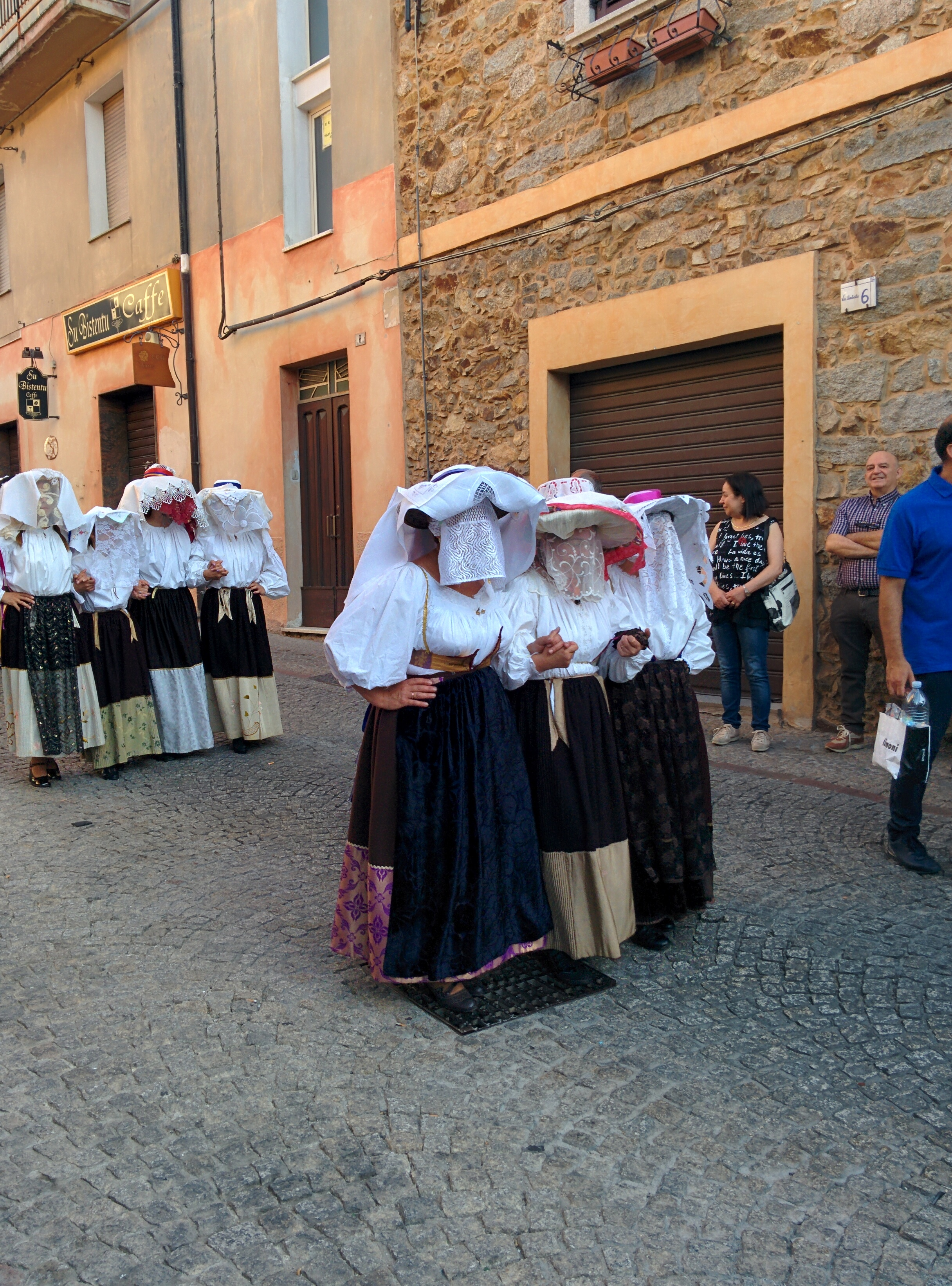
Mascheras Limpias durante una sfilata